# Echinogorgia cerea
Echinogorgia cerea är en korallart som först beskrevs av Eugen Johann Christoph Esper 1791.  Echinogorgia cerea ingår i släktet Echinogorgia och familjen Plexauridae. Inga underarter finns listade i Catalogue of Life.